# Berijev Be-6
Berijev Be-6 byl sovětský bombardovací a průzkumný létající člun, který byl vyvinut krátce po ukončení druhé světové války. První prototyp vzlétl roku 1947, sériová výroba se rozeběhla v roce 1949. Stroj sloužil do počátku 60. let, kdy byl nahrazen novým typem Berijev Be-12.

## Specifikace

### Technické údaje
- Osádka: 7–8
- Rozpětí: 33 m
- Délka: 26,50 m
- Výška: 7,45 m
- Nosná plocha: 120 m²

Berijev Be-6

- Hmotnost prázdného letounu: 18 627 kg
- Max. vzletová hmotnost: 23 456 kg
- Pohonná jednotka: 2 × vzduchem chlazený dvouhvězdicový motor Švecov AŠ-73
  - Výkon pohonné jednotky: 2400 k (1765 kW)

### Výkony
- Maximální rychlost: 415 km/h
- Praktický dostup: 6 100 m
- Dolet: 4 900 km

### Výzbroj
- 5 × kanón NR-23 ráže 23 mm
- 4 000 kg pum nebo torpéda nebo miny